# Ministero delle comunicazioni (Giappone)
Il Ministero delle Comunicazioni (逓信省, Teishin-shō) è stato fino al 1949 un ministero del governo giapponese.

## Storia
Le origini del ministero risalgono alla modernizzazione del Giappone conseguente alla Restaurazione Meiji del 1868:
nel 1870 fu inaugurata la linea telegrafica Tokyo-Yokohama; negli anni successivi la rete venne estesa, ed entro il 1878 copriva tutto il Giappone. Nel 1871 la compagnia danese Great Northern Telegraph completò il collegamento Shanghai-Nagasaki, ponendo la rete telegrafica giapponese in collegamento con il resto del mondo.
Il 20 aprile 1871 fu inaugurato il primo collegamento postale Tokyo-Osaka. Il sistema fu esteso a tutto il paese nel luglio 1872, seguendo l'esempio del General Post Office britannico. Nel 1873 il servizio postale fu dichiarato monopolio statale e venne adottato un sistema di tariffe uguali in tutto l'impero, che permise l'introduzione dei francobollo.

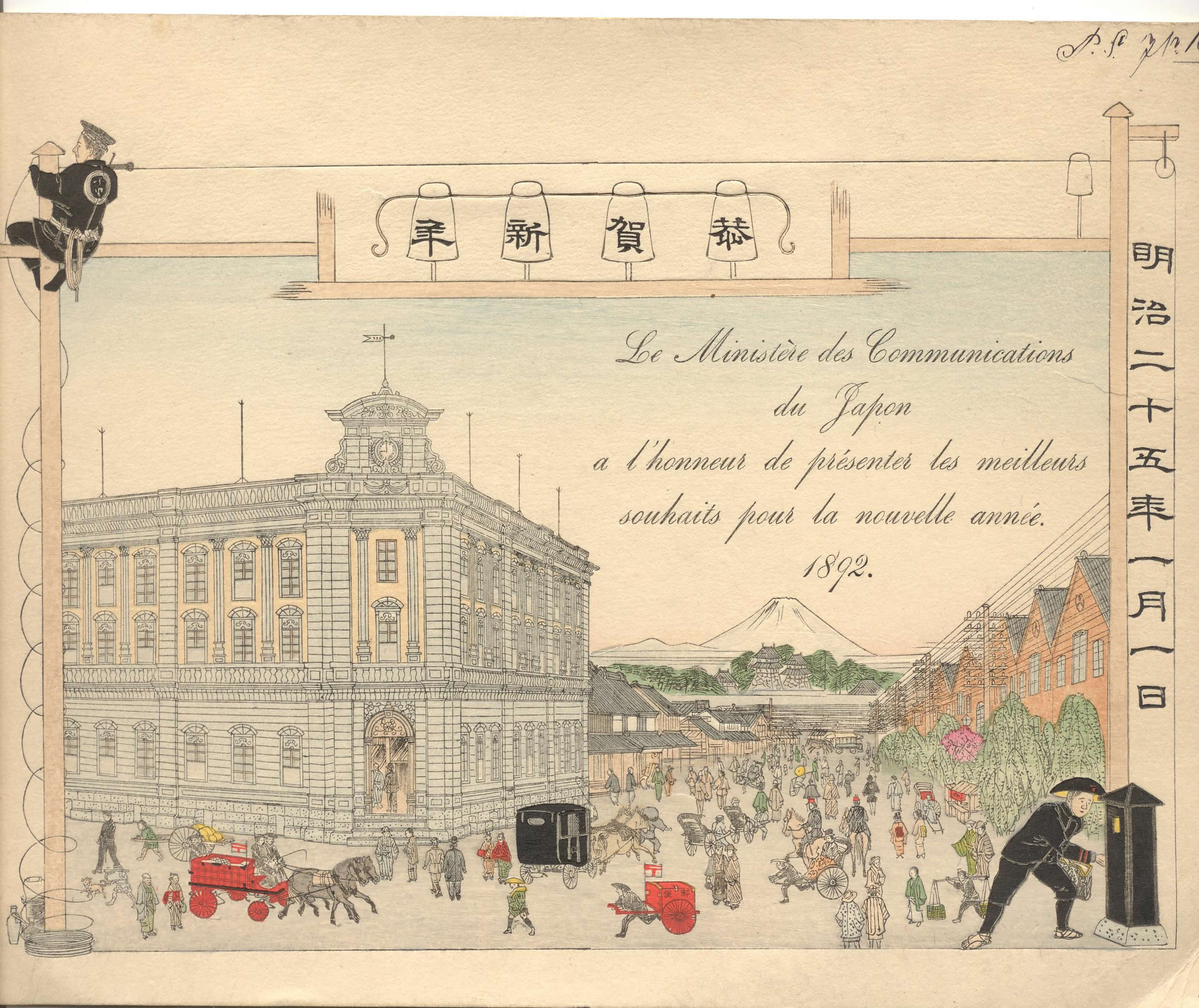
Cartolina di auguri del ministero

Nel 1875 vennero introdotti in Giappone i libretti di risparmio postale. Il sistema del risparmio postale giapponese diventerà uno dei più sviluppati del mondo, organizzato nella Yūcho Ginkō (cassa di risparmio postale).
Il Giappone divenne membro dell'Unione Postale Universale nel 1877. Nello stesso anno venne introdotto in Giappone il telefono, ma solo nel 1890 fu inaugurato il servizio telefonico pubblico nelle prime due città, Tokyo e Yokohama.
Il Teishin-shō (逓信省, „Ministero delle Comunicazioni“) venne fondato nel 1885 per gestire direttamente le poste, i sistemi telegrafico e telefonico, nonché i fari e per un periodo anche le ferrovie.
Alcune competenze provenivano dal ministero dell'agricoltura e del commercio: l'amministrazione postale, la manutenzione delle stazioni di posta e l'amministrazione portuale. Altre erano appartenute al ministero dell'industria, come l'amministrazione telegrafica e quella dei fari. Nel 1891 il ministero ricevette anche la competenza per la produzione elettrica. Nel 1892 l'amministrazione ferroviaria venne trasferita dalle dipendenze del ministero degli interni a quello delle comunicazioni e nell'anno successivo il ministero fu incaricato di sovraintendere a tutti i trasporti terrestri e marittimi.
Nel 1908 l'amministrazione ferroviaria fu separata e divenne un'azienda autonoma che rispondeva direttamente al governo.
Nel 1923 la competenza per l'aviazione civile venne trasferita al ministero delle comunicazioni da quello della guerra. 
Nello stesso anno il terremoto del Kanto causò gravi danni alle infrastrutture. Negli anni successivi il sistema telefonico dovette essere ricostruito e in tale occasione i vecchi centralini urbani eserciti da operatori umani furono sostituiti dalle centraline urbane automatiche.
I collegamenti internazionali erano garantiti sia da privati che dallo stato. La privata Nippon Radio and Telegraph gestiva gli impianti radiotelegrafici, mentre la International Telephone era impegnata nella costruzione e conduzione delle linee telefoniche internazionali. Le due società nel 1938 vennero fuse nella International Telecommunications.
Nel 1943 il ministero divenne una ripartizione del più ampio Ministero dei Trasporti e delle Comunicazioni (運輸通信省, Un’yu-Tsūshin-shō), e lo rimase fino al 1945.
Dopo la resa del Giappone l'autorità di occupazione americana ripristinò per un preve periodo il ministero delle comunicazioni nel 1946; aveva competenza solo sulle poste, le telecomunicazioni e la navigazione aerea. Il ministero fu soppresso nel 1949 e le sue competenze vennero divise fra il ministero delle poste ed il ministero delle telecomunicazioni.

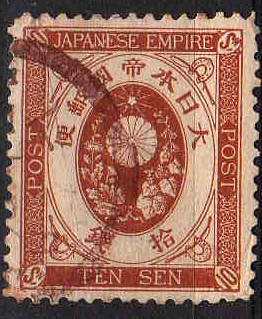
Francobollo da 10 sen disegnato da Edoardo Chiossone